# Truncatella scalarina
Truncatella scalarina is een slakkensoort uit de familie van de Truncatellidae. De wetenschappelijke naam van de soort is voor het eerst geldig gepubliceerd in 1867 door Cox.